# 譬喻 (佛教)
譬喻，音譯爲阿波陀那、阿婆檀那、阿婆陀那等，十二分教之一，為佛教聖賢的光輝事跡，從事跡而顯明善惡業緣的因果，如《五百弟子本起經》、《賢愚經》。另外，為使人易於領會教說的意義內容，而用文學修辭的手法加以比擬，亦譯作譬喻（upamā）。用實例、寓言加以說明，以例證、喻支（dṛṣṭānta）立喻顯法，如《百喻經》、《大莊嚴論》等。

## 詞義
佛典中譯為“譬喻”者有三︰
- 梵語和巴利語，意為偉大的、光輝的事跡，意譯為本起、緣、因緣、本緣、譬喻。如《長壽王本起經》、《大本經》；巴利經藏小部之《長老本行》、《長老尼本行》，漢譯有《五百弟子本起經》、《興起行經》。《撰集百緣經（英语：Avadanasataka）》、《賢愚經》、《辟支佛因緣論》、《阿育王息壞目因緣經》等，亦屬此類。這是以生動的故事鋪演、讚頌佛、辟支佛、阿羅漢等人之前生因緣。 「阿波陀那」即是佛教聖賢（後亦擴大至世俗人）其前生到今世事跡的善惡業報故事。《順正理論》載其解釋為：「有說：此是除諸菩薩，說餘本行，能有所證，示所化言」（有的人說：這是除菩薩本生外，佛教聖者述說過去世之所行。藉此表明由這些過去世的行為，能達致未來世的證悟，明示所要教化訓誡的言論）。
- 梵語、upamā和巴利語、upamā，意為比喻、比擬。如《中阿含經》中〈水喻經〉、〈鹽喻經〉；《法華經》中的法華七喻：火宅喻、化城喻等，都屬此類。這類是修辭學上的譬喻。「諸有智者，以譬喻得解，今當為汝引喻解之」，以具體的事物、例子比擬說明，令人明瞭義理，其譬喻之原文是：upamā、upamāya[1]。
- 梵語、udāharaṇa和巴利語diṭṭhanta、udāharaṇa[2]，意為舉例、例證，是因明論式「宗（命題）、因（理由）、喻（示例）」中的喻支；譬喻師（Dārṣṭāntika）由此得名。使用多個民間故事、寓言故事說明道理，可認為是例證的形式之一。《順正理論》、《大乘阿毘達磨集論》等，用這詞來解釋阿波陀那，如《集論》：「何等譬喻？謂諸經中有比況說」（avadānaṃ katamat / sūtreṣu sadṛṣṭāntakaṃ bhāṣitam），《順正理論》：「言譬喻者，為令曉悟所說義宗，廣引多門比例開示」（為令人明瞭所說義理之旨趣，援引種種事跡作為範例，啟迪明示對方）。

## 相關概念
- 譬喻經